# Uc de Pena
Uc de Pena o Penna (Penne-d'Agenais nel Rouergue, ... – ...; fl. XII-XIII secolo) è stato un trovatore occitano il cui intero corpus poetico è costituito da tre cansos senza alcuna partitura musicale.

## Biografia
Secondo l'autore della sua vida il luogo di nascita di Uc era un castello chiamato "Messat" o "Monmessat". Figlio di un mercante, diventa un menestrello rinomato per il suo canto e il suo esteso repertorio (di composizioni altrui). Era inoltre apprezzato per la sua conoscenza dei "grandi uomini di quelle regioni", ma noto anche per il suo stile di vita bricconesco — gioco d'azzardo e frequentazione di taverne — per questa ragione, scrive il suo biografo, "era sempre povero e senza mezzi". Alla fine viaggiando verso oriente arrivò all'"Isla é(n) Venaissi" (probabilmente Isle-sur-Sorgue in Provenza), dove si sposa.
In una canzone, Uc fa riferimento a un cavaliere occitano Gouffier de Lastours, il quale portava un messaggio di Boemondo di Taranto a Goffredo di Buglione durante la decisiva battaglia di Dorylaeum nella prima crociata. Questo evento era probabilmente diventato un importante tema tradizionale della crociata occitana ed è attestato anche nella Canso d'Antioca e nella Gran Conquista de Ultramar.
Tra gli altri suoi lavori abbiamo Quora que'm desplagués Amors.